# Parrocchie della diocesi di Castellaneta

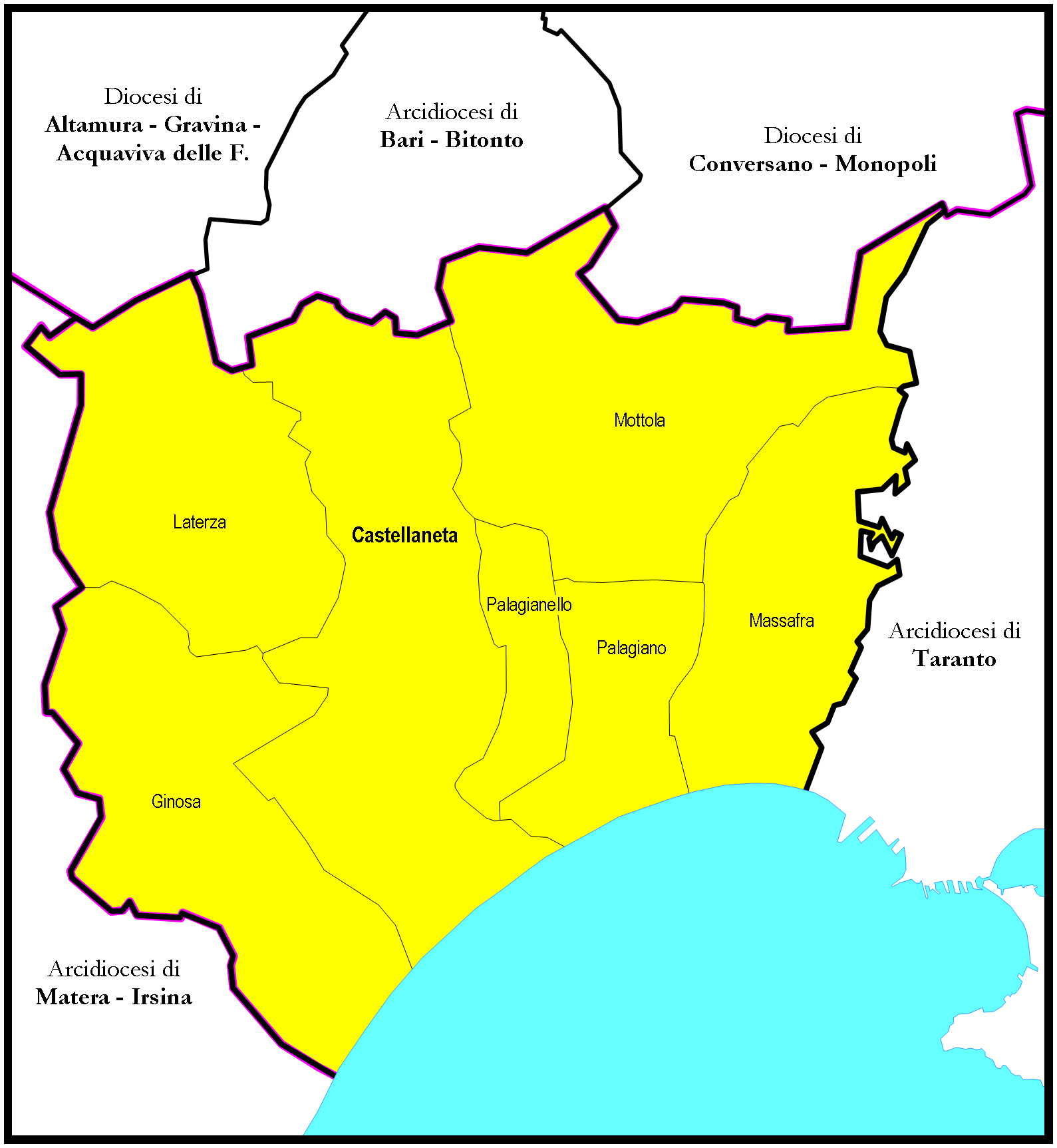
Il territorio della diocesi.

Le parrocchie della diocesi di Castellaneta sono 35 e sono distribuite in comuni e frazioni appartenenti alla sola provincia di Taranto.

## Vicarìe
La diocesi è organizzata in otto vicarìe.

### Vicarìa di Castellaneta
Tutte le parrocchie appartengono al comune di Castellaneta.
- Cattedrale di Santa Maria Assunta
- Cuore Immacolato di Maria
- San Domenico
- San Michele Arcangelo
- San Francesco d'Assisi

### Vicarìa di Ginosa
Tutte le parrocchie appartengono al comune di Ginosa.
- Cuore Immacolato di Maria
- Gesù Risorto
- Santa Maria del Rosario
- San Martino Vescovo

### Vicarìa di Laterza
Tutte le parrocchie appartengono al comune di Laterza.
- Maria Santissima Assunta
- San Giovanni Bosco
- San Lorenzo Martire
- Santa Croce

### Vicarìa di Massafra
Tutte le parrocchie appartengono al comune di Massafra.
- Gesù Bambino
- Maria Santissima del Carmine
- Sacro Cuore di Gesù
- San Francesco di Paola
- San Leopoldo Mandic
- San Lorenzo Martire

### Vicarìa di Mottola
Tutte le parrocchie appartengono al comune di Mottola.
- Maria Santissima del Carmelo
- Maria Santissima Immacolata
- San Basilio Magno
- San Giuseppe Lavoratore
- Maria Santissima Assunta
- San Pietro Apostolo
- Sacro Cuore di Gesù

### Vicarìa di Palagianello
Tutte le parrocchie appartengono al comune di Palagianello.
- Regina del Santo Rosario
- San Pietro Apostolo
- Sant'Antonio di Padova

### Vicarìa di Palagiano
Tutte le parrocchie appartengono al comune di Palagiano.
- Madonna delle Grazie
- Maria Santissima Immacolata
- Maria Santissima Annunziata
- San Nicola

### Vicarìa zona costiera
- Stella Maris, in località Castellaneta Marina (comune di Castellaneta)
- Maria Santissima Immacolata, in località Marina di Ginosa (comune di Ginosa)